# Aldo Reggiani
Pour les articles homonymes, voir Reggiani.
Aldo Reggiani (né le 19 décembre 1946 à Pise et mort le 26 septembre 2013 à Lanusei) est un acteur italien.

## Filmographie partielle
- 1971 : Le Chat à neuf queues (Il gatto a nove code) de Dario Argento
- 1971 : Morir por amar (Vivi ragazza vivi !) de Lorenzo Artale
- 1974 : La Jeunesse de Lucrèce Borgia (Lucrezia giovane) de Luciano Ercoli
- 1975 : En 2000, il conviendra de bien faire l'amour (Conviene far bene l'amore) de Pasquale Festa Campanile
- 1975 : La Femme du dimanche (La donna della domenica) de Luigi Comencini
- 1975 : Càlamo de Massimo Pirri
- 1976 : L'Agnese va a morire de Giuliano Montaldo
- 1976 : L'Amantide de Amasi Damiani
- 1977 : Qui a tué le chat ? (Il gatto) de Luigi Comencini
- 1983 : Le Pétomane (Il petomane) de Pasquale Festa Campanile
- 1985 : Le Monde de l'horreur (Il mondo dell'orrore di Dario Argento) documentaire de Michele Soavi
- 1987 : Barbebleue ! Barbebleue ! (Barbablú, Barbablú) de Fabio Carpi